# Tuková buňka

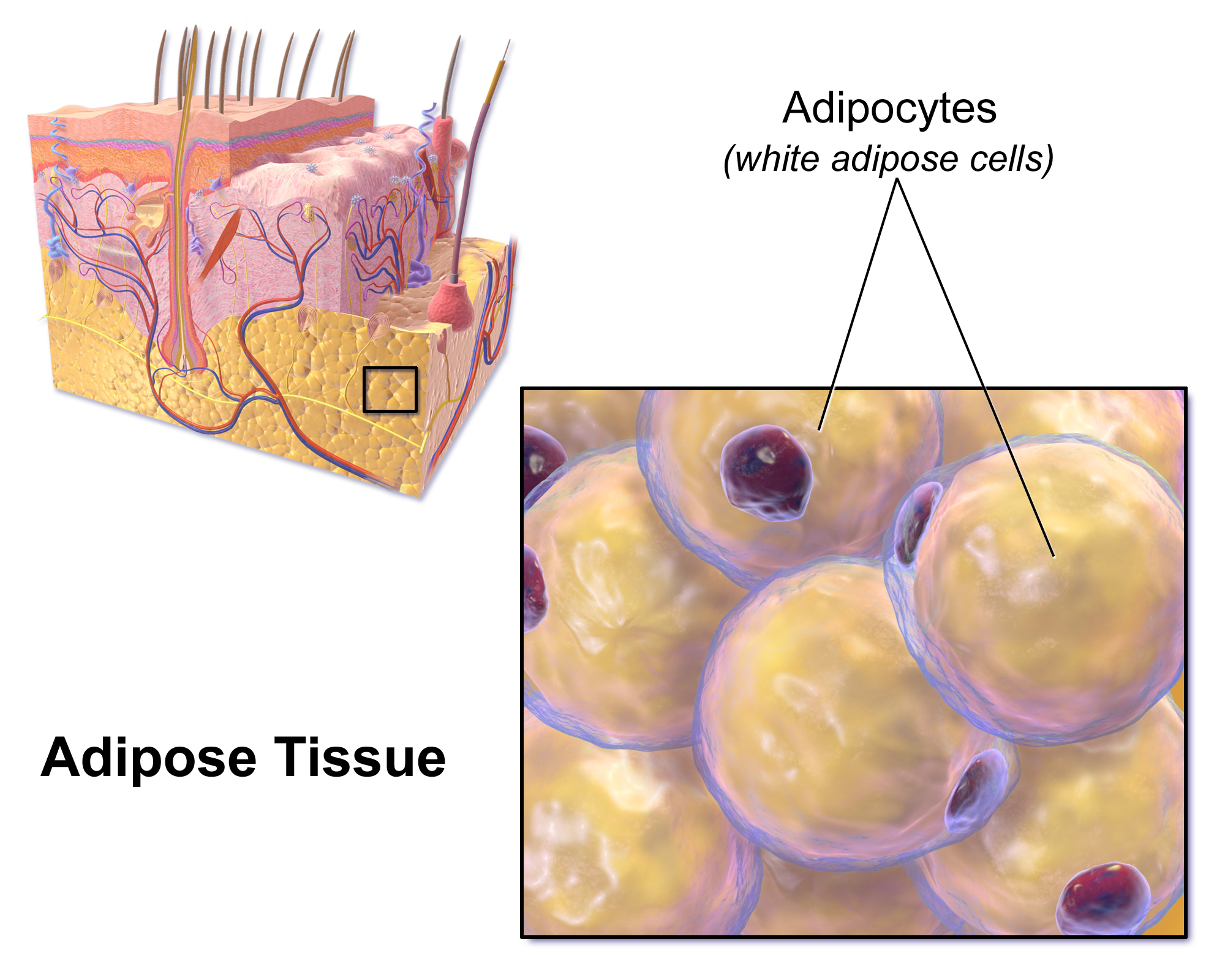
adipocytická tkáň

Tuková buňka (adipocyt) je buňka, která je základní stavební jednotkou tukové tkáně. Ve vazivu se vyskytuje buď jednotlivě, nebo v malých skupinách. Má schopnost vytvářet a hromadit tuk, a to buď v jedné velké vakuole (univakuolární buňky, tvoří bílý tuk), nebo v podobě množství menších vakuol (multivakuolární buňky, tvoří hnědý tuk).

## Bílé tukové buňky
Univakuolární tukové buňky tvoří bílé tukové vazivo, které představuje běžný typ tukového vaziva většiny savců. Tyto buňky obsahují tzv. hormon senzitivní lipázu (HSL), která při zvýšení koncentrace katecholaminů a kontaregulačních hormonů v krvi štěpí tuky (v tomto případě triacylglyceroly – TAG) na glycerol a volné mastné kyseliny (FFA). Ty jsou vázány na albumin a takto transportované plazmou až do cílových tkání, kde jsou využity v procesu betaoxidace k tvorbě energie prakticky ve všech tkáních kromě erytrocytů a CNS (hematoencefalická bariéra), popř. v játrech pro tvorbu tzv. ketolátek (náhradní en. substrát v době hladovění).

## Hnědé tukové buňky
Multivakuolární tukové buňky jsou součástí hnědého tuku, který se vyskytuje hlavně u hibernujících savců a u mláďat. U novorozenců je jeho největší koncentrace mezi lopatkami a jde v tomto věku o nejdůležitější termoregulační prvek. Mitochondrie těchto adipocytů totiž na své vnitřní membráně obsahují tzv. odpřahovací proteiny, které ruší vodíkový gradient, vzniklý v dýchacím řetězci, za současné tvorby tepla (protein termogenin).